# Броди-Дуже (Люблінське воєводство)
Броди-Дуже (пол. Brody Duże) — село в Польщі, у гміні Щебрешин Замойського повіту Люблінського воєводства.
Населення — 540 осіб (2011).
У 1975-1998 роках село належало до Замойського воєводства.

## Демографія
Демографічна структура станом на 31 березня 2011 року:
|          | Загалом | Допрацездатний вік | Працездатний вік | Постпрацездатний вік |
| -------- | ------- | ------------------ | ---------------- | -------------------- |
| Чоловіки | 269     | 59                 | 176              | 34                   |
| Жінки    | 271     | 42                 | 154              | 75                   |
| Разом    | 540     | 101                | 330              | 109                  |